# Marcello Mastroianni

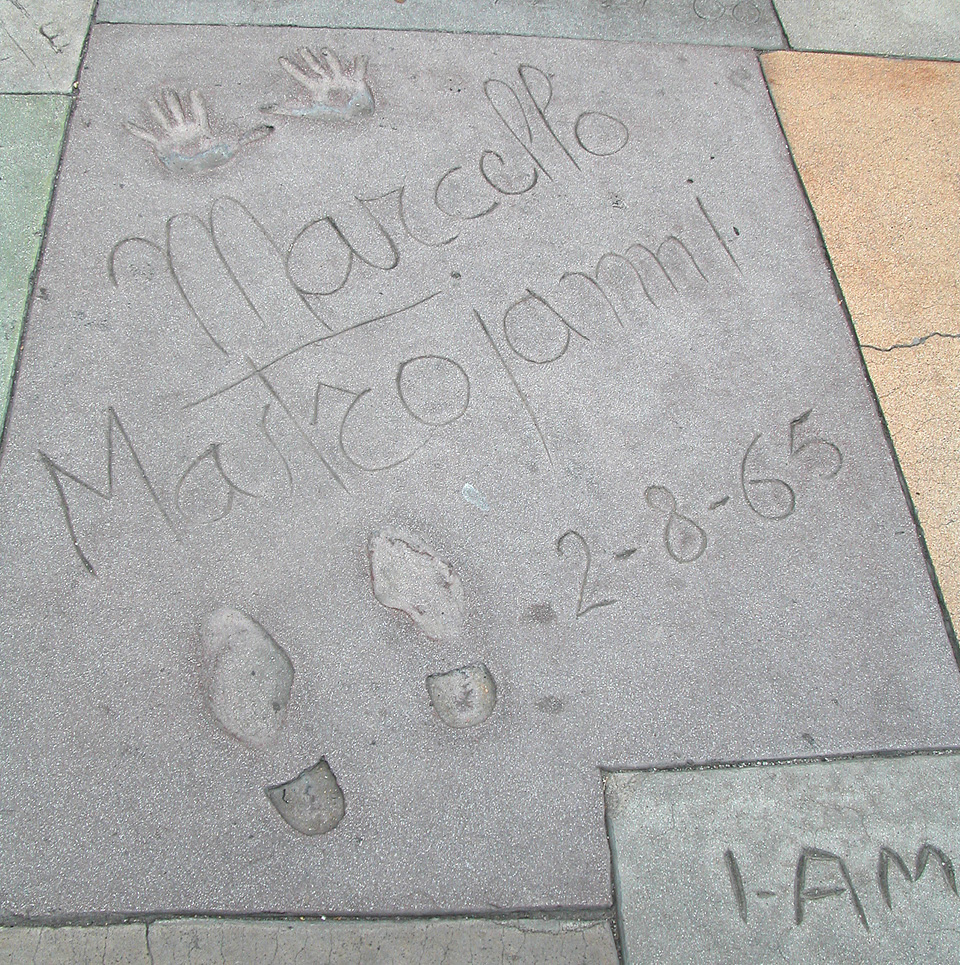
Odciski dłoni i stóp Mastroianniego przed Grauman’s Chinese Theatre w Hollywood

Marcello Vincenzo Domenico Mastroianni (ur. 28 września 1924 w Fontana Liri, zm. 19 grudnia 1996 w Paryżu) – włoski aktor filmowy.

## Życiorys
Marcello Mastroianni urodził się 28 września 1924 w miejscowości Fontana Liri. Rodzice aktora, Ida Irolle i Ottorino Mastroianni, poznali się w Rzymie, gdzie Ida pracowała w oddziale Banca d’Italia, natomiast Otterino przyjechał delegowany z prochowni w Fontana Liri, gdzie pracował najpierw jako majster, a potem jako laborant. Ślub odbył się w 1923 w Rzymie, jednak młoda para zamieszkała w Fontana Liri, gdzie żyła większość licznej rodziny Mastroiannich. Dziadek aktora Vincenzo miał dziesięcioro dzieci i pracował tak jak Ottorino w prochowni. W 1926 rodzina Mastroiannich przeniosła się do Turynu. Vincenzo Mastroianni został oddelegowany do tutejszego arsenału z prochowni w Fontana Liri. Natomiast Ottorino Mastroianni stracił pracę w tejże prochowni, ponieważ odmówił wstąpienia do partii faszystowskiej. 7 listopada 1929 Ida Irolle urodziła drugiego syna Ruggiero. W tym czasie cała rodzina Mastroiannich (14 osób) mieszkała w czteropokojowym mieszkaniu.
W 1933 Ida i Ottorino z dziećmi przenieśli się do Rzymu. Początkowo mieszkali u brata Idy Domenico. Był on kolejarzem i mieszkał w małym domku w dzielnicy San Giovanni. Miał pięcioro dzieci i z powodu ciasnoty nie był w stanie długo gościć siostry i jej rodziny. Dlatego Ida i Otterino z dziećmi przeprowadzili się do pokoju z kuchnią na dziesiątym piętrze w budynku przy via Gela w dzielnicy San Giovanni. Ottorino pracował dorywczo jako pomocnik malarski i nie zarabiał dużo. W dodatku zachorował na cukrzycę, czego konsekwencją była postępująca ślepota. W tym czasie Marcello skończył szkołę podstawową Armando Diaz i zapisał się do zawodówki Duca d’Aosta.
W 1936 do Rzymu przeniósł się Vincenzo Mastroianni z żoną i ośmiorgiem dzieci. W garażu przy ulicy San Remo Vincenzo i Ottorino otworzyli zakład stolarski. Natomiast Marcello po trzech latach szkoły zawodowej zapisał się do Instituto Carlo Grella, gdzie mógł zdobyć zawód geometry i technika budowlanego. W wolnych chwilach pomagał dziadkowi i ojcu w zakładzie stolarskim. Marcello Mastroianni zaczął interesować się aktorstwem ok. 1934. Występował w przedstawieniach organizowanych przez proboszcza parafii Santi Fabriano e Venanzio przy via Taranto. W 1938 udało mu się wystąpić w filmie Carmine Gallone Marionetki. Był tam jednym z chłopców oklaskujących śpiewających aktorów. Dopiero w dwa lata później dostał następną rolę w filmie. Zagrał wtedy w dwóch produkcjach: u Alessandra Blasettiego w Żelaznej koronie i u Maria Cameriniego w Historii miłosnej.
W 1942 Marcello Mastroianni poznał Vittorio De Sicę. Było to możliwe, bo matka Marcella znała Marię De Sica, siostrę już wówczas znanego reżysera i aktora. W 1943 Mastroianni skończył naukę w Istituto Tecnico-Industriale "Carlo Grella" i otrzymał dyplom geometry i technika budowlanego. Następnie zapisał się na Uniwersytet w Rzymie (Studium Urbis), na wydział ekonomii i handlu. Musiał równocześnie podjąć pracę zarobkową. Zatrudnił się w rzymskim magistracie jako geodeta. Bardzo chciał dostać się do teatru uniwersyteckiego, w którym w latach czterdziestych pracowało wielu znanych reżyserów i aktorów. Latem 1943 został powołany do wojska. Udało mu się uniknąć wysłania na front, bo zdał odpowiedni egzamin i znalazł się w Wojskowym Instytucie Geograficznym we Florencji. Po podpisaniu rozejmu 8 września 1943 wyżej wymieniony instytut został włączony do Organizacji Todt i przeniesiony do Dobbiaco w Górnej Adydze. W 1944, bojąc się deportowania do Niemiec, Marcello z kolegą sfałszowali przepustki i uciekli do Wenecji. Tam zarabiali malowaniem pocztówek, które sprzedawali turystom. Po wyzwoleniu Wenecji obaj wrócili do Rzymu. Brat aktora Ruggero pracował jako kelner w hotelu „Ludovisi”, gdzie mieszkali alianccy oficerowie. Dzięki temu w tych trudnych czasach rodzinie Mastroiannich powodziło się lepiej niż przed wojną. Natomiast Marcello po powrocie do Rzymu zatrudnił się jako księgowy w angielskiej spółce filmowej Eagle Lion Film.
W 1948 zadebiutował w filmie I miserabili.

## Życie prywatne
Jego żoną była włoska aktorka Flora Carabella, z którą miał córkę Barbarę. Miał również drugą córkę Chiarę ze swoją partnerką Catherine Deneuve.

## Nagrody
Dwa razy zdobył Złotą Palmę na festiwalu w Cannes, w kategorii „Najlepszy aktor”, za rolę w Dramacie zazdrości w 1970 i za rolę w filmie Oczy czarne z 1987. Był trzykrotnie nominowany do Oscara w kategorii „Najlepszy aktor” – w 1963 za Rozwód po włosku, w 1978 za Szczególny dzień i w 1988 za Oczy czarne.

## Filmografia
- 1948 I miserabili
- 1949 Sierpniowa niedziela (Una domenica D’Agosto)

Cuori sul mare
- 1950 Vita da cani

Contro la legge
- 1951 Parigi è sempre Parigi

Cinque mamme ed una culla - Passaporto per l'oriente
Sensualità
L'eterna catena
- 1952 Viale della speranza

Tragico ritorno
Penne nere
Dziewczęta z placu Hiszpańskiego (Le ragazze di Piazza di Spagna)
- 1953 Non è mai troppo tardi

Lulù
Febbre di vivere
- 1954 Giorni d’amore

La principessa delle Canarie
Ulica ubogich kochanków (Cronache di poveri amanti)
Schiava del peccato
Tempi nostri - Zibaldone N.2
- 1955 Tam tam Mayumbe

Il bigamo
Piękna młynarka (La bella mugnaia)
Szkoda, że to łajdak (Peccato che sia una canaglia)
- 1956 La fortuna di essere donna

Il momento più bello
- 1957 Il medico e lo steegone

Białe noce (Le notti bianche)
Padri e figli
La ragazza della salina
Un ettaro di cielo
- 1958 Amore e guai

Sprawcy nieznani (I soliti ignoti)
Tutti innamorati
Racconti d’estate
- 1959 Ferdynand I, król Neapolu (Ferdinando I, re di Napoli)

Il nemico di mia moglie - Il marito bello
- 1960 Adua i towarzyszki (Adua e le compagne)

Słodkie życie (La dolce vita)
Piękny Antonio (Il bell'Antonio)
Atto d'accusa
Zabójca (L'assassino)
- 1961 Noc (La notte)

Fantasmi a Roma
- 1962 Życie prywatne (Vie privée)

Rozwód po włosku (Divorzio all'italiana)
Kronika rodzinna (Cronaca familiare)
- 1963 Osiem i pół (Otto e mezzo)

Towarzysze (I compagni)
Wczoraj, dziś, jutro (Ieri, oggi, domani)
- 1964 Małżeństwo po włosku (Matrimonio all'italiana))
- 1965 Oggi, domani e dopodomani

Io, io, io... e gli altri
Dziesiąta ofiara (La decima vittima)
Casanova ’70
Break-up
- 1966 Spara forte, più forte... non capisco!
- 1967 Obcy (Lo straniero)
- 1968 Kochankowie (Amanti)

Diamanti a colazione
La legge
- 1969 Słoneczniki (I girasoli)
- 1970 Scipione detto anche l'africano

Leo ostatni (Leo the Last)
Dramat zazdrości (Dramma della gelosia - tutti i particolari in cronaca)
- 1971 Giochi particolari

Permette? Rocco Papaleo
To zdarza się tylko innym (Ça n'arrive qu'aux autres)
La moglie del prete
Correva l’anno di grazia 1870
- 1972 La cagna

Co? (Che?)
Tempo d’amore
- 1973 Masakra w Rzymie (Rappresaglia)

Mordi e fuggi
Wielkie żarcie (La grande abbuffata)
- 1974 Allonsanfan

Non toccare la donna bianca
La pupa del gangster
- 1975 Per le antiche scale

Niente di grave: suo marito è incinto
L'idolo della città
Kobieta na niedzielę (La donna della domenica)
Todo modo
- 1976 Signore e signori, buonanotte

Culastrisce nobile veneziano
- 1977 Mogliamante

Szczególny dzień (Una giornata particolare)
Podwójne morderstwo (Doppio delitto)
- 1978 L'ingorgo - Una storia impossibile

Ciao maschio
Così come come sei
Krwawe zajście pomiędzy dwoma mężczyznami z powodu pewnej wdowy. Podejrzewa się przyczyny polityczne (Fatto di sangue fra due uomini per causa di una vedova, si sospettano moventi politici)
- 1979 Giallo napoletano
- 1980 Miasto kobiet (La città delle donne)

Taras (La terrazza)
- 1981 Widmo miłości (Fantasma d’amore)

Skóra (La pelle)
- 1982 Oltre la porta

Il mondo nuovo
Gabriela
- 1983 Historia Piery (Storia di Piera)

L'armata ritorna
- 1984 Henryk IV (Enrico IV)
- 1985 Le due vite di Mattia Pascal

Ginger i Fred (Ginger e Fred)
Makaroniarze (Maccheroni)
I soliti ignoti vent'anni dopo
- 1986 Pszczelarz (Il volo)
- 1987 Oczy czarne (Oci ciornie)

Miss Arizona
Wywiad (Intervista)
- 1988 Il Mitico Gianluca
- 1989 Splendor

Która godzina? (Che ora é)
- 1990 Cin Cin

Wszyscy mają się dobrze (Stanno tutti bene)
Pod wieczór (Verso sera)
Il ladro di ragazzi
- 1991 Zawieszony krok bociana (Il passo sospeso della cicogna)
- 1992 Di questo non si parla

Druga miłość (Used People)
- 1993 Uno, due, tre, stella!
- 1994 Prêt-à-Porter
- 1995 Po tamtej stronie chmur (Al di là delle nuvole)

Le cento e una notte
A che punto è la notte
- 1996 ...twierdzi Pereira (Sostiene Pereira)

Trzy życia, jedna śmierć (Tre vite e una sola morte)
- 1997 Podróż do początku świata (Viaggio al principio del mondo)